# Alchornea sidifolia
Alchornea sidifolia, também conhecida como urucurana, tapiá-guatu ou tamanqueiro, é uma espécie de planta  da família Euphorbiaceae e do gênero Alchornea.  

## Descrição
Alchornea sidifolia é de fácil reconhecimento por apresentar folhas deflexas (recurvadas), conferindo a árvore um aspecto de "planta murcha". Na mata é representada por árvores altas de troncos e copas vigorosos ou, algumas vezes, arvoretas nas orlas e capoeiras. Pode ser facilmente encontrada no estado de São Paulo, mesmo na área urbana.

## Distribuição
A espécie apresenta distribuição restrita a orlas e interiores de Mata Atlântica, crescendo em mata ciliar, matas nebulares, capoeira e mata de araucária. Ocorre no sudeste e sul do Brasil, abrangendo os estados de Minas Gerais, Rio de Janeiro, São Paulo, Santa Catarina, Paraná e Rio Grande do Sul, estendendo-se até a Argentina, em altitudes que variam entre 350 e 1.000 m. 

## Taxonomia
Tem como sinônimos heterotípicos  Alchornea columnularis Müll.Arg. e  Alchornea pycnogyne Müll.Arg. .